# Torete
Torete es una pedanía y EATIM de Corduente (Guadalajara, España).

## Ubicación
Está asentada a orillas del río Gallo, en pleno parque natural del Alto Tajo.

## Historia
Hacia mediados del siglo XIX, el lugar tenía contabilizada una población de 42 habitantes. La localidad aparece descrita en el decimoquinto volumen del Diccionario geográfico-estadístico-histórico de España y sus posesiones de Ultramar de Pascual Madoz de la siguiente manera:

TORETE: l. del distrito municipal de Lebrancon, en la prov. de Guadalajara (20 leg.), part. jud. de Molina (3), aud. terr. de Madrid (30), c. g. de Castilla la Nueva, dióc. de Sigüenza (12): sit. en un barranco á la márg. izq. del r. Gallo, con buena ventilacion y clima sano. Tiene 20 casas, la que fue de ayunt.; una igl. parr. (La Asuncion de Ntra. Sra.) matriz de la de Torrecilla del Pinar, servida por un cura y un sacristan. Confina el térm. con los de Torremocha, Lebrancon, Cuevas-labradas y Cuevas-minadas. El terreno es de mediana calidad; le baña el r. Gallo, sobre el que hay un puente. caminos: los que dirigen á los pueblos limítrofes en buen estado. correo: se recible y despacha en Molina por balijero. prod.: trigo, cebada, centeno, avena, algunas legumbres, leñas de encina, roble y chaparro para combustible, y buenos pastos, con los que se mantiene ganado lanar y vacuno; hay caza mayor y menor; pesca de barbos, truchas y anguilas. ind.: la agrícola y una teneria. pobl.: 15 vec., 42 alm. cap. prod.: 517,500 rs. imp.: 20,700. contr.: 730.
(Madoz, 1849, p. 30)

En 1970 se fusionaron los municipios de Torete, Lebrancón y Cuevas Labradas, en un nuevo municipio con capital en Torete. El 7 de febrero de 1974 se aprobó de forma la fusión del municipio de Torete con el de Corduente y la constitución de la entidad local menor de Torete.

## Demografía
| Gráfica de evolución demográfica de Torete entre 1842 y 1970 |
| |
| Población de derecho según los censos de población del INE Población de hecho según los censos de población del INEEntre el censo de 1857 y el anterior, este municipio desaparece porque se integra en el municipio Lebrancón Entre el censo de 1930 y el anterior, aparece este municipio porque se segrega del municipio Lebrancón Entre el censo de 1970 y el anterior, crece el término del municipio porque incorpora a Cuevas Labradas y Lebrancón Entre el censo de 1981 y el anterior, este municipio desaparece porque se integra en el municipio Corduente |